# Olympiaworld Innsbruck
Olympiaworld Innsbruck je sportska dvorana u austrijskom gradu Innsbrucku. Izgrađena je 1963. Kapacitet joj je promjenjiv, te ovisi o događaju. Za utakmice hokeja na ledu, kapacitet je 7.212 gledatelja, dok je kapacitet za rukomet oko 15.000 gledatelja.
Dvorana se za hokej na ledu koristila na Zimskim Olimpijskim igrama 1964. i na Zimskim Olimpijskim igrama 1976. Za rukomet, dvorana se koristila na Europskom prvenstvu u rukometu 2010.

## Vanjske poveznice
- Službena stranica